# Venera 12
Venera 12 (ru. Венера-12) je bila sovjetska svemirska letjelica za istraživanje Venere. Sastojala se od letne platforme i landera. Lansirana je 14. rujna 1978. u 02:25:13 UTC.
Odvojivši se od svoje letne platforme 19. prosinca 1978., lander je ušao u Venerinu atmosferu dva dana kasnije pri brzini od 11,2 km/s. Tijekom spuštanja, primijenio je aerodinamične kočnice pomognute padobranima te izveo atmosfersko kočenje. Nježno je sletio na površinu u 06:30 prema moskvovskom vremenu (03:30 UT) 21. prosinca nakon spuštanja koje je trajalo približno jedan sat. Brzina slijetanja je bila 7-8 m/s. Koordinate mjesta slijetanja su 7°J 294°I. Podatci su se odašiljali letnoj platformi kako bi se s nje odaslali prema Zemlji prije nego što je izašla iz dometa ostavši u heliocentričnoj orbiti, 110 minuta nakon slijetanja. Identični instrumenti su bili na Veneri 11 i 12.

## Letna platforma
Letna platforma Venere 11 je nosila detektore Sunčeva vjetra, ionosferske elektronske instrumente i dva detektora naleta gama-čestica - sovjetski KONUS i francuski SIGNE 2. SIGNE 2 detektori su istovremeno letjeli na Veneri 11 i Prognozu 7 kako bi se omogućila triangulacija izvora gama-čestica. Prije i poslije preleta Venere, Venera 11 i Venera 12 su dale detaljne vremenske profile za 143 naleta gama-čestica, stvorivši prvi katalog takvih zbivanja. Zadnji nalet gama-čestica o kojem je izvijestila Venera 12 se dogodio 5. siječnja 1980. godine. Venera 12 je koristila svoj ultraljubičasti spektrometar kako bi proučila Bradfieldov komet 13. veljače 1980. te je izvještavala o spektrofotometričkim podacima sve do 19. ožujka 1980.

### Popis instrumenata i eksperimenata letne platforme[4]
- 30-166 nm ekstremni UV spektrometar
- Plazmin spektrometar smjesa
- KONUS detektor gama-čestica
- SNEG detektor gama-čestica
- Magnetometar
- Četiri poluvodička brojača
- Dva plinska brojača
- Četiri scintilacijska brojača
- Hemisferski protonski teleskop

Aktivna faza znanstvene misije je, za letnu platformu, završila u ožujku 1980.

## Lander
Lander je nosio instrumente za proučavanje detaljnog kemijskog sastava atmosfere, karakteristike oblaka i toplinsku ravnotežu atmosfere. Među instrumenata na letjelici je bio plinski kromatograf za mjerenje sastava Venerine atmosfere, instrumenti za proučavanje raštrkanog sunčevog zračenja i sastava tla te uređaj imena Groza koji je namijenjen za mjerenje atmosferskih električnih pražnjenja. Odaslani rezultati su sadržavali dokaze munja i grmljavina, visok omjer Ar36 i Ar40 te otkriće ugljičnog monoksida na niskim visinama. I Venera 11 i Venera 12 su imale landere s dvjema kamerama, svaka dizajnirana za snimanje u boji, iako ih sovjetska literatura ne spominje. Niti jedna nije uspjela odaslati fotografije zato što poklopci objektiva nisu otpali nakon slijetanja radi mane u dizajnu.

### Popis instrumenata i eksperimenata landera
- Povratni raspršivač, nefelometar
- Maseni spektrometar - MKh-6411
- Plinski kromatograf - Sigma
- Flourospektrometar X-zraka
- 360° skenirajući fotometar - IOAV
- Spektrometar (430-1170 nm)
- Mikrofon/anemometar
- Nisko-frekventni radio senzor
- Četiri termometra
- Tri barometra
- Akcelerometar - Bizon
- Penetrometar - PrOP-V
- Uređaj za analizu tla
- Dvije kamere u boji
- Male solarne baterije - MSB

## Vanjske poveznice
- Venera 11 i Venera 12 (NASA)  Arhivirana inačica izvorne stranice od 8. ožujka 2015. (Wayback Machine)
- Eksperimenti na Veneri 11 (NASA NSS-DC)  Arhivirana inačica izvorne stranice od 21. siječnja 2015. (Wayback Machine) Sadrži detalje svakog eksperimenta i instrumenta.
- Bušenje u površinu Venere (Venera 11 i 12)